# Ungersheim
Ungersheim là một xã trong tỉnh Haut-Rhin, vùng Grand Est ở đông bắc Pháp. Xã này có diện tích 13,51 km², dân số năm 1999 là 1972 người. Khu vực này có độ cao 220 mét trên mực nước biển.